# Cantonul Die
Cantonul Die este un canton din arondismentul Die, departamentul Drôme, regiunea Rhône-Alpes, Franța.

## Comune
- Aix-en-Diois
- Barsac
- Chamaloc
- Die (reședință)
- Laval-d'Aix
- Marignac-en-Diois
- Molières-Glandaz
- Montmaur-en-Diois
- Ponet-et-Saint-Auban
- Pontaix
- Romeyer
- Saint-Andéol
- Sainte-Croix
- Saint-Julien-en-Quint
- Vachères-en-Quint